# 唐諾·漢斯柏格
唐諾·漢斯柏格（英文：Donald Hunsberger，1932年8月2日），美國指揮家。
他曾經擔任伊士曼管樂合奏團指揮（1965年至2001年）和伊士曼音樂學院指揮系教授，現為伊士曼管樂合奏團的名譽指揮。

## 簡介
唐諾·漢斯柏格出生於美國賓夕法尼亞州索德頓（Souderton）。1962年，他被委任為的伊士曼交響管樂團（Eastman Symphony Band）的器樂合奏計劃（Instrumental Ensemble Program）聯絡員 。
1965年，克拉德·努拿離開伊士曼管樂合奏團，漢斯柏格獲委任為伊士曼管樂合奏團指揮。在他的任期內，伊士曼管樂合奏團進行了許多錄音，包括與小號手溫頓·馬沙利斯合作的錄音。從1985年至1987年，漢斯柏格擔任了國家大專管樂指揮協會（College Band Directors National Association）主席。2001年，漢斯柏格退任伊士曼管樂合奏團指揮。
近年漢斯柏格為一些無聲電影音樂重新編譜，並指揮不少主要的交響樂團。目前，漢斯柏格是伊士曼管樂合奏團的名譽指揮。

## 編曲和發表作品
唐諾·漢斯柏格還將管弦樂作品改編成管樂作品，其中包括蕭士達高維契的《節日序曲》（Festive Overture），卡巴列夫斯基的《可拉斯布列農（歌劇）》序曲（Colas Breugnon Overture）， 格拉夫拿 （Claudio S. Grafulla）的《1860年的回聲》（Echoes of the 1860's'），哈恰圖良的《斯巴達克斯芭蕾舞組曲》（Spartacus），約翰·威廉斯的《星球大戰三部曲》（Star Wars Trilogy）。